# Pinus flexilis
Pinus flexilis är en tallväxtart som beskrevs av Edwin James. Pinus flexilis ingår i släktet tallar, och familjen tallväxter.
Arten förekommer i västra Nordamerika från British Columbia och Alberta i Kanada till Chihuahua, Coahuila, Sonora och Nuevo León i Mexiko. Arten lever i kulliga områden och i bergstrakter mellan 900 och 3800 meter över havet. I norra delen av utbredningsområdet bildas skogar där nästan inga andra träd ingår eller arten bildar skogar tillsammans med Pinus albicaulis och berggran. Längre söderut hittas den ofta tillsammans med Pinus aristata och Pinus longaeva. I lägre regioner är Pinus flexilis sällsynt. Trädets frön spridas av gnagare och fåglar som grå nötkråka.
Flera exemplar kan drabbas av svampen Cronartium ribicola. Hela populationen anses vara stor. IUCN listar arten som livskraftig (LC).

## Underarter
Arten delas in i följande underarter:
- P. f. flexilis
- P. f. reflexa

## Bildgalleri

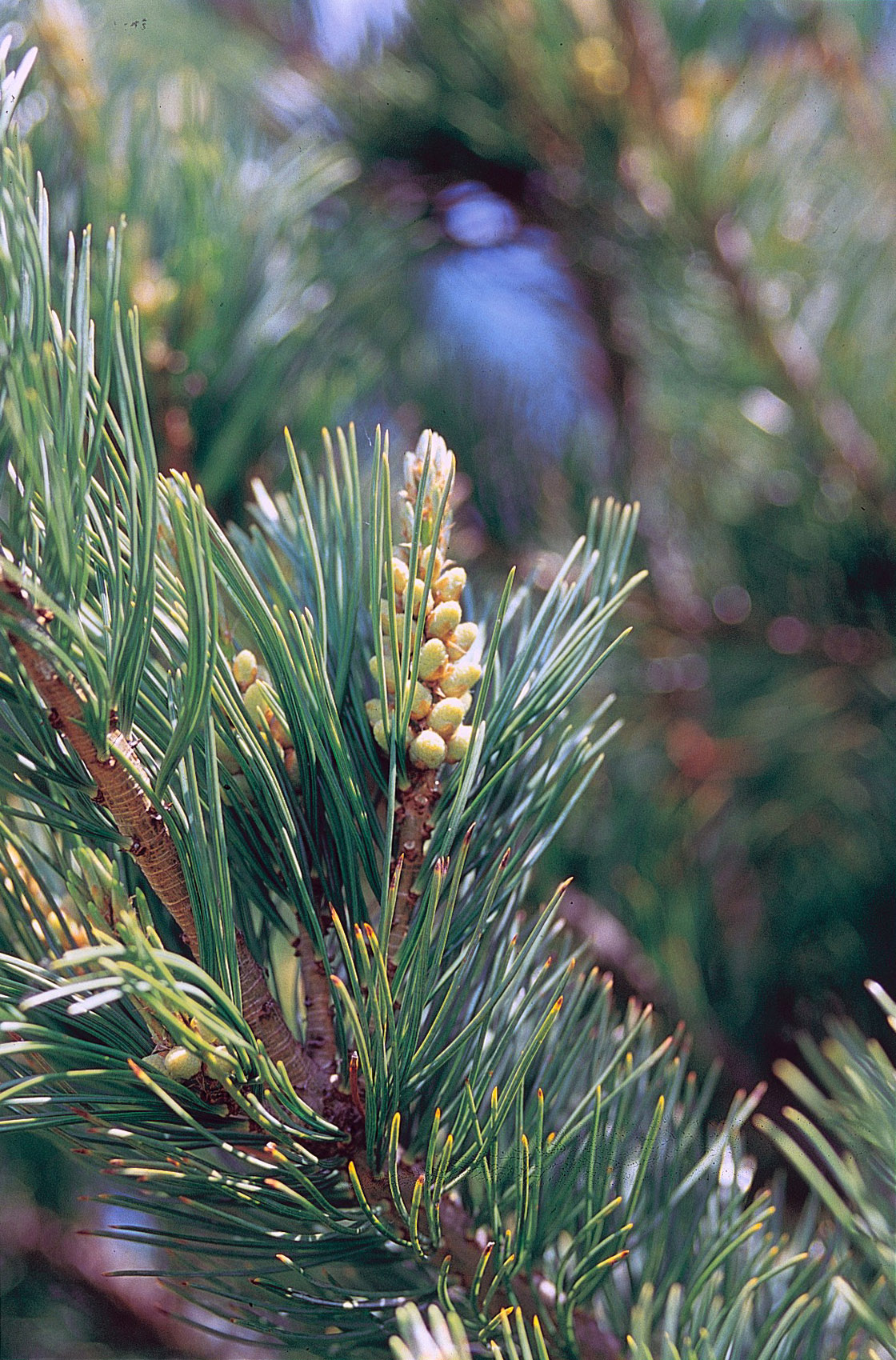
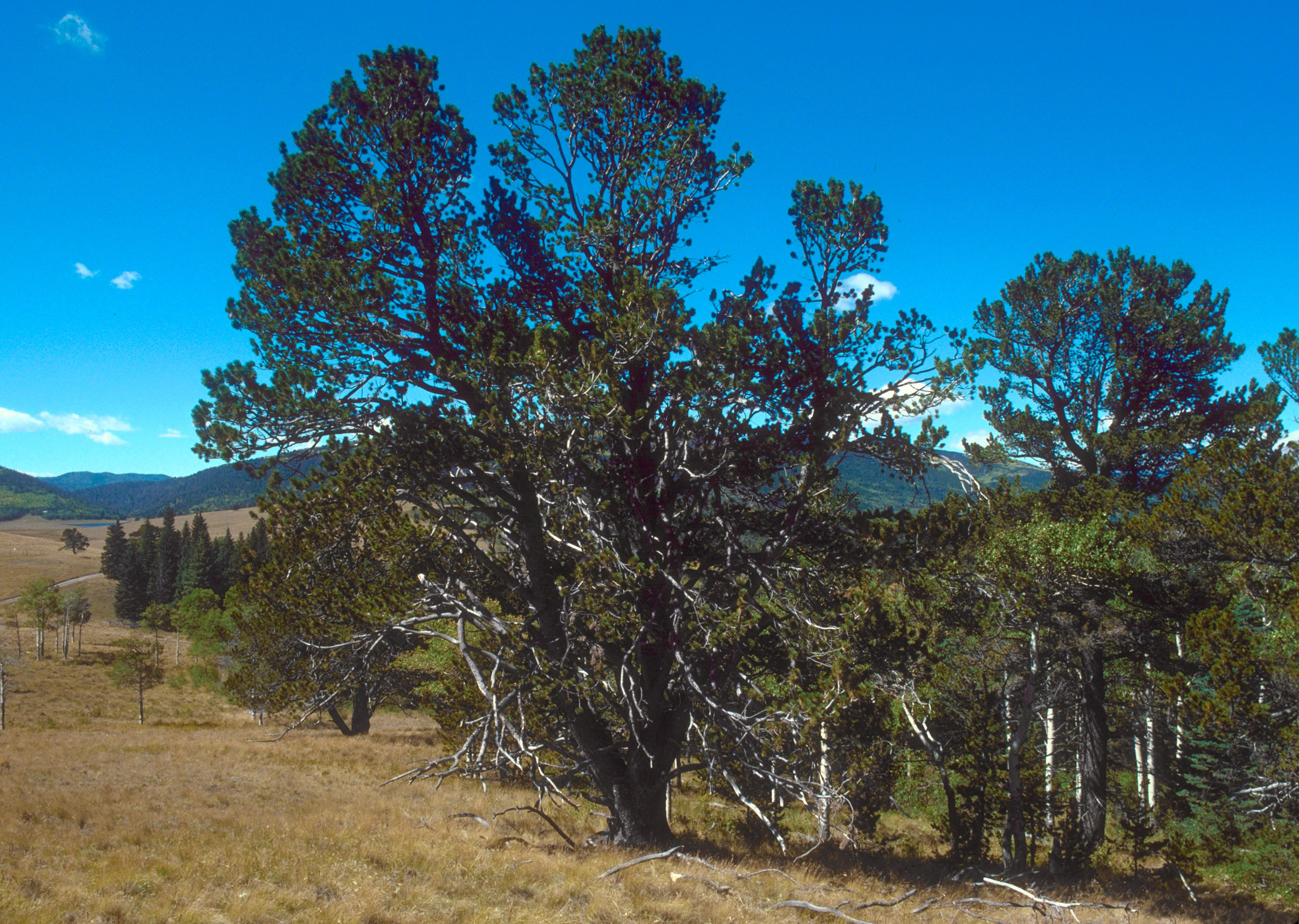
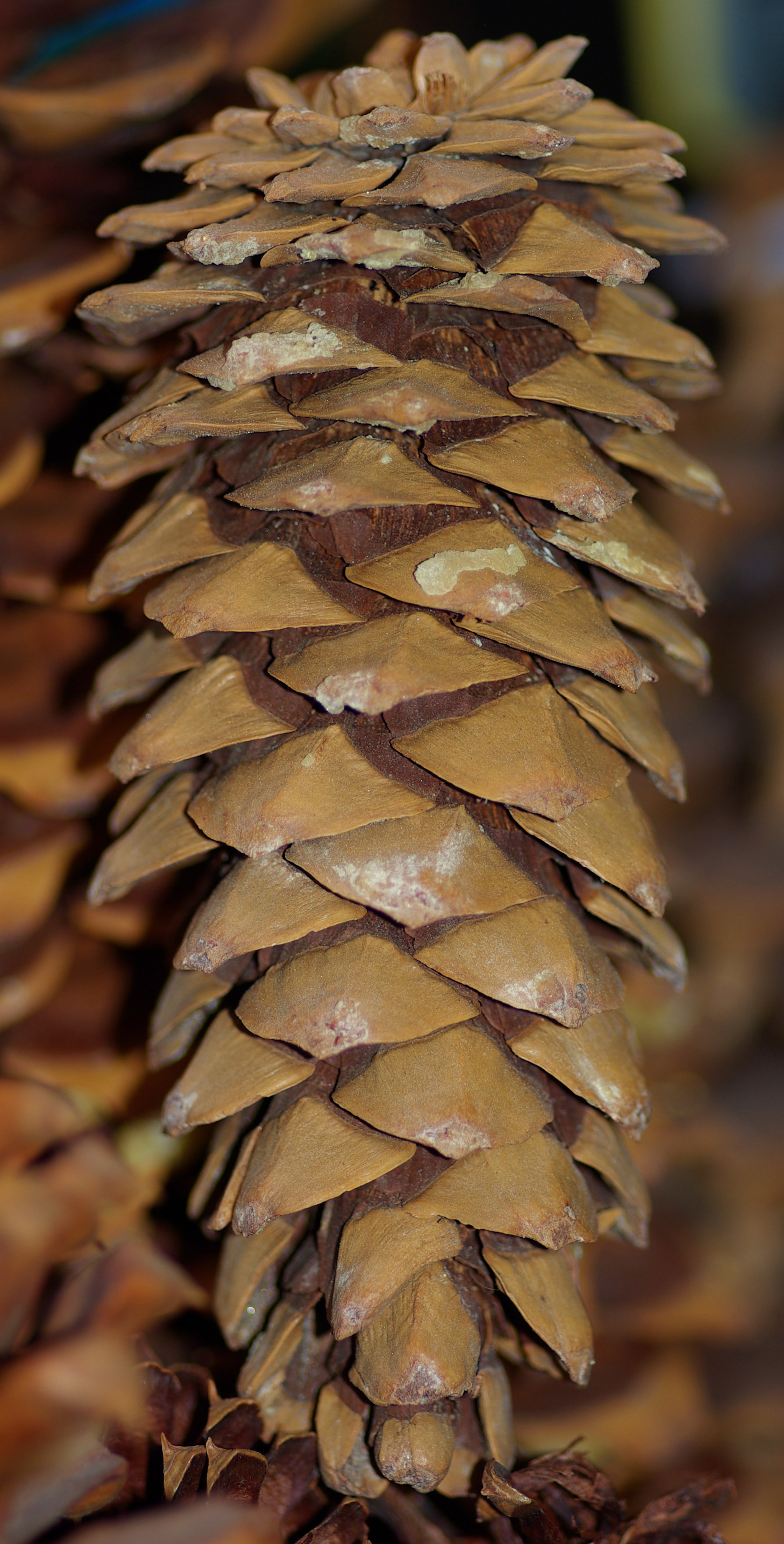
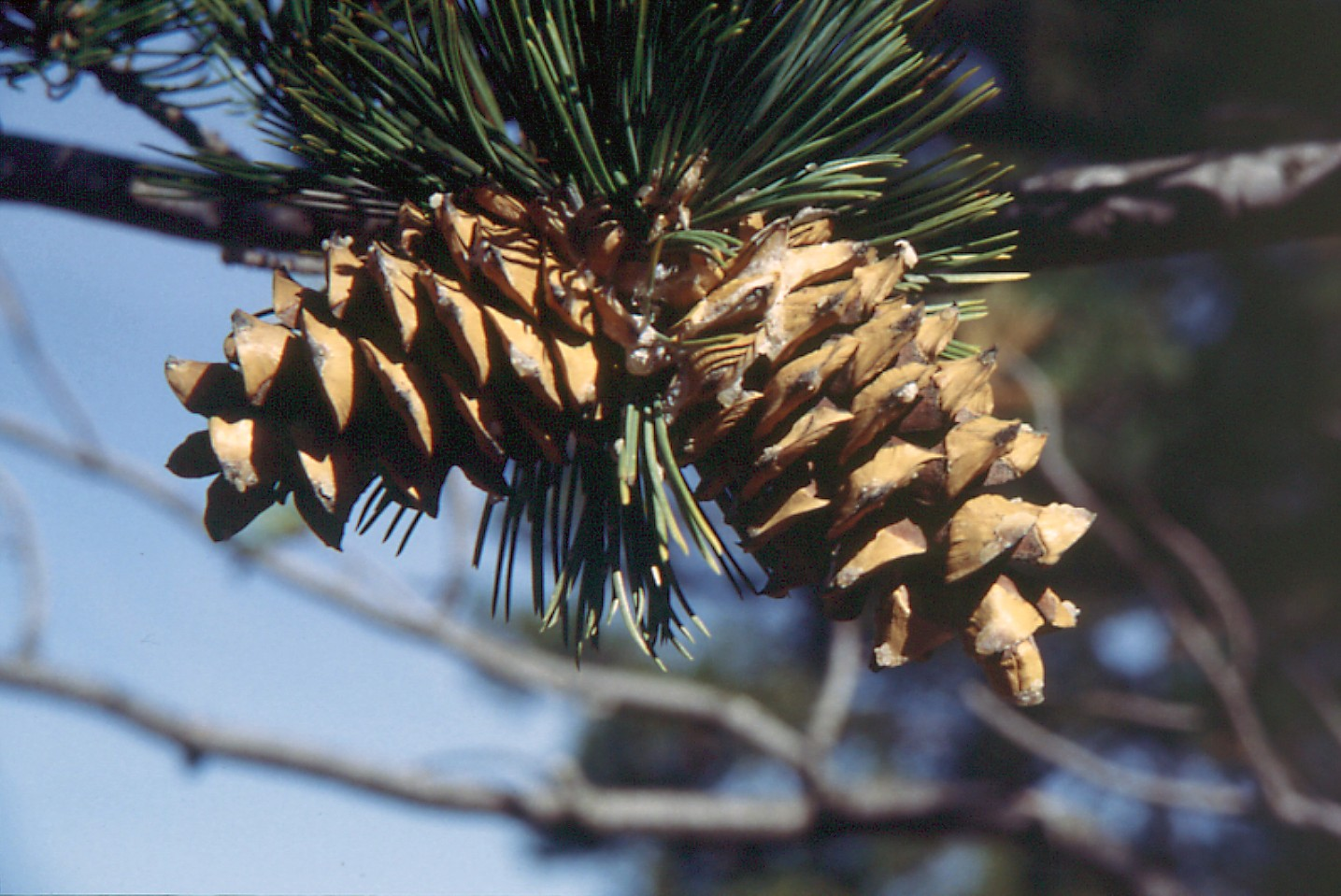
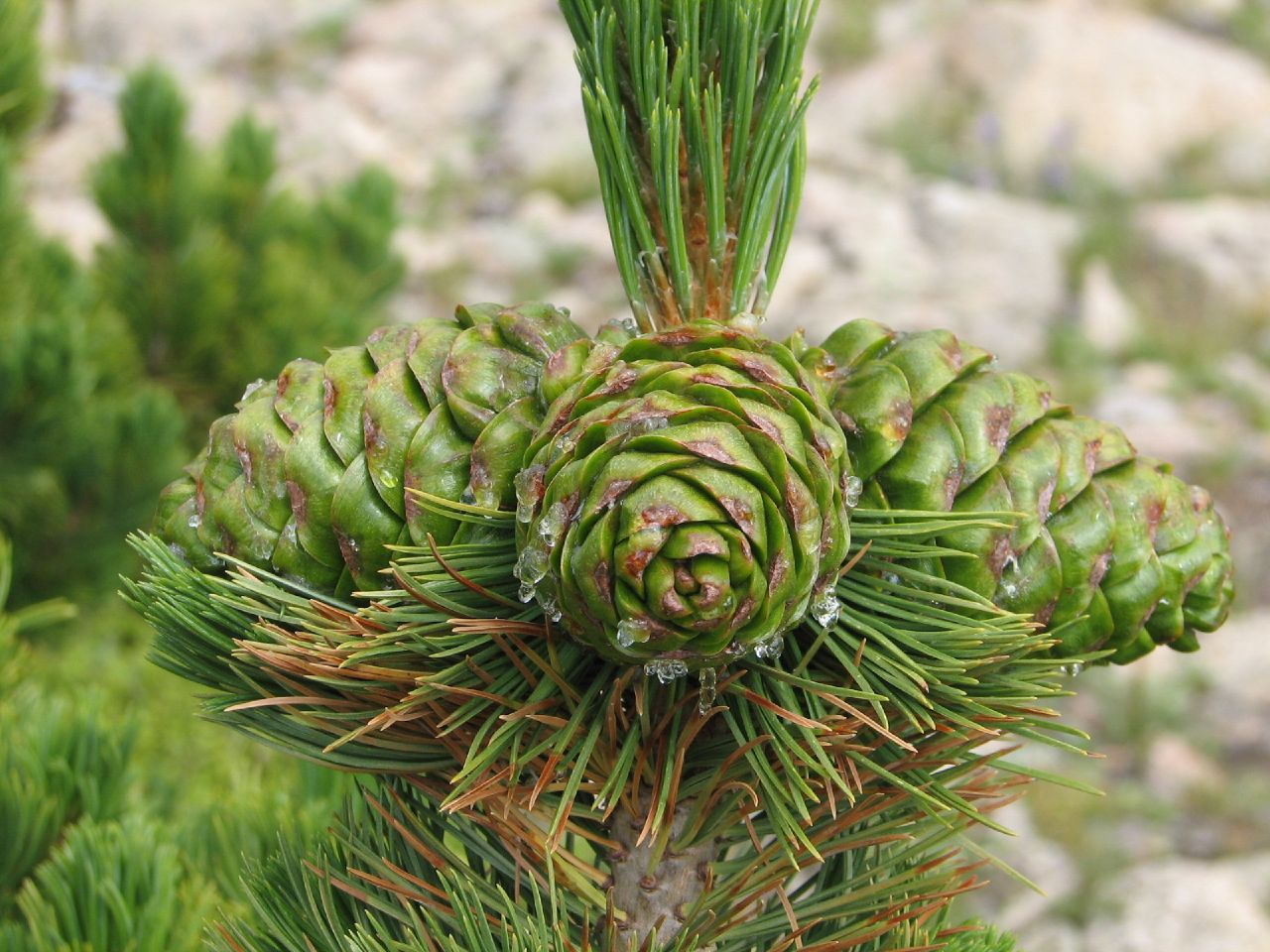
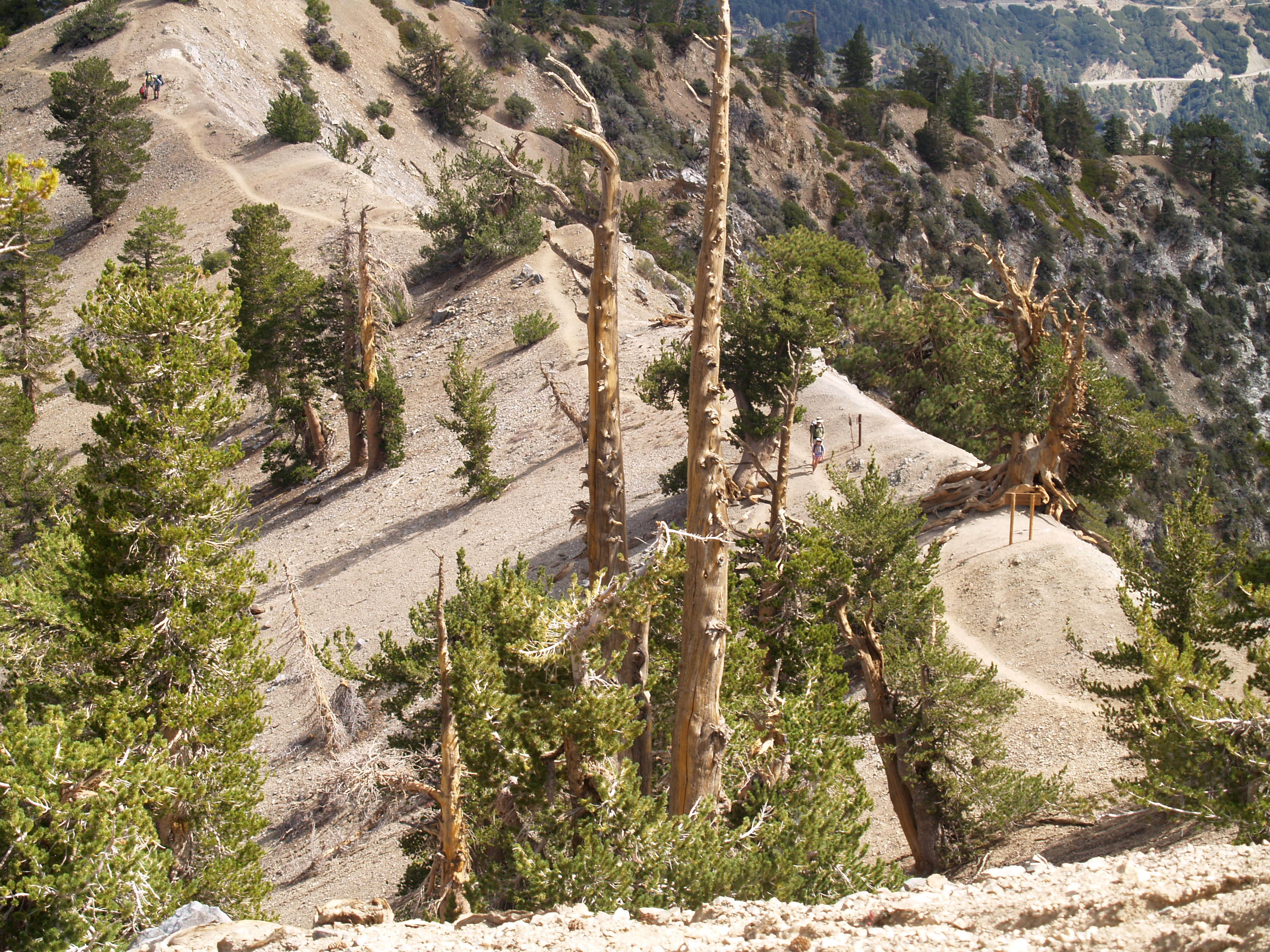